# Дронь Тарас Степанович
Тарас Степанович Дронь (нар. 6 березня 1980 року) — український кінорежисер, продюсер, сценарист, член Української кіноакадемії.

## Життєпис
Народився на Івано-Франківщині 6 березня 1980 року[джерело?]. В 2004 закінчив Національний університет «Львівська політехніка» за спеціальністю «Захист інформації»[джерело?], після чого до 2007 року працював за фахом в Львівському державному університеті внутрішніх справ[джерело?]. Ще з 14 років цікавився фотографією, але сприймав це як хобі[джерело?]. З 2007 року активно займається створенням музичних відеокліпів, реклами, корпоративного відео[джерело?]. В 2013 році зняв свій перший короткометражний фільм. У 2016 році закінчив кіношколу в Лодзі. З 2017 року проводить навчальні інтенсиви для режисерів та операторів[джерело?].

## Творчий доробок
Знімає музичні кліпи для DZIDZIO, Kozak System, Павло Табаков, М'ята, Владіслав Левицький та ін[джерело?]. З 2010 власник відеостудії Nord Production [Архівовано 10 квітня 2019 у Wayback Machine.]. Працює над рекламними відео таких брендів як Майола, Опілля, Верест, Greenville, Тикаферлюкс, Гроші всім, Фармак, Юрія-Фарм, tickets.ua, rabota.ua тощо[джерело?].
В 2013 році знімає свій короткометражний фільм «Доторкнись і побач»: за який отримує відзнаки за найкращий короткометражний фільм на XVI Міжнародному кінофестивалі «Бригантина», приз глядацьких симпатій на міжнародному фестивалі короткометражних фільмів «Wiz-Art», приз глядацьких симпатій та за кращу жіночу роль на IV Трускавецькому Міжнародному кінофестивалі телевізійних фільмів «Корона Карпат».
В 2016 закінчує Державну вищу школу кіно, телебачення і театру імені Леона Шиллера в Польщі (Лодзь) на відділі режисури кіно (PWSFTviT, Łódż). Бере активну участь в студентських фільмах: режисерська співпраця, співсценарист, актор. Під час навчання знімає ще два короткометражних фільми, документальний «Остап» та ігровий «Чорногора». Ці фільми були відібрані до конкурсної програми українських кінофестивалів: Одеський Міжнародний Кінофестиваль, Молодість, Docudays та європейських кінофестивалів таких як XXV Festiwal Mediów w Łodzi «Człowiek w Zagrożeniu», 19. MFFD OFF CINEMA, 13th Nahal short film festival, 4th Indian Cine Film Festival-2016, Paris Play Film Festival, High Coast International Film Festival.
Фільм «Чорногора» був відзначений спеціальною відзнакою журі на Ismailia International Film Festival в Єгипті та відібраний до кращих українських фільмів за 2016 рік і був у прокаті в українських кінотеатрах в складі Українського кіноальманаху  20/16+, друга премія на Рівненському Міжнародному кінофестивалі «Dream City»,., приз глядацьких симпатій на міжнародному фестивалі короткометражних фільмів «Wiz-Art».
В творчій співпраці з DZIDZIO зняв ще 5 короткометражних фільмів: «Лист до Миколая», «Ангели чудяться», «Павук», «Їду до мами», «Марсік».
В 2016 році в режисерській та продюсерській співпраці з польською режисеркою Анєлою Астрід Габрієль закінчив роботу над повнометражним документальним фільмом «Коли цей вітер стихне», який здобув перемогу в студентському конкурсі на одному з найпрестижніших кінофестивалів в Амстердамі, (IDFA).

## Фільмографія
Повнометражні фільми
Документальні
- 2016 — «Коли цей вітер стихне», документальний, режисерська і продюсерська співпраця (режисер Анєла Астрід Габрієль).

Художні
- 2018 — «DZIDZIO Перший раз», режисер, сценарист.
- 2019 — «Із зав'язаними очима», режисер, сценарист.
- 2023 — «Ботоферма», режисер.

Короткометражні фільми
- 2012 — «One», ігровий, режисер, продюсер, сценарист.
- 2013 — «Доторкнись і побач», ігровий, режисер, продюсер.
- 2015 — «Остап», документальний, режисер, продюсер, сценарист.
- 2016 — «Чорногора», ігровий, режисер, продюсер, сценарист.
- 2016 — «Близько. Далеко», ігровий, режисерська і сценарна співпраця (режисер Якуб Присак, Польща).
- 2017 — «Кам'яні хліби», ігровий, режисер (проект з 14 режисерів).
- 2017 — «Клітка», режисерська і сценарна співпраця. (режисер Якуб Присак, Польща).
- 2014 — «Зміна часу на зимовий», ігровий, асистент режисера (режисер Гжегош Дембовський, Польща).
- 2015 — «Не стосується роверів», ігровий, асистент режисера (режисер Гжегош Дембовський, Польща).
- 2018 — «Сашка», ігровий короткометражний фільм, другий режисер (режисер Катерина Лесіш, Польща).